# Erding (distrito)
Erding é um distrito da Alemanha, na região administrativa de Oberbayern, estado de Baviera.

## Cidades e Municípios
- Cidades:

1. Dorfen
2. Erding

- Municípios:

1. Berglern
2. Bockhorn
3. Buch
4. Eitting
5. Finsing
6. Forstern
7. Fraunberg
8. Hohenpolding
9. Inning
10. Isen
11. Kirchberg
12. Langenpreising
13. Lengdorf
14. Moosinning
15. Neuching
16. Oberding
17. Ottenhofen
18. Pastetten
19. Sankt Wolfgang
20. Steinkirchen
21. Taufkirchen
22. Walpertskirchen
23. Wartenberg
24. Wörth